# Liste der Nummer-eins-Hits in Belgien (1979)
Diese Liste enthält alle Nummer-eins-Hits in Belgien im Jahr 1979. Es gab in diesem Jahr 19 Nummer-eins-Singles.
| Singles |
| --- |
| - Village People – Y.M.C.A. - 2 Wochen (30. Dezember 1978 – 12. Januar 1979, insgesamt 6 Wochen) - Meat Loaf – Paradise by the Dashboard Light - 1 Woche (13. Januar – 19. Januar) - Village People – Y.M.C.A. - 4 Wochen (20. Januar – 16. Februar, insgesamt 6 Wochen) - ABBA – Chiquitita - 5 Wochen (17. Februar – 23. März) - The Pointer Sisters – Fire - 3 Wochen (24. März – 13. April) - Patrick Hernandez – Born to Be Alive - 1 Woche (14. April – 20. April) - Village People – In the Navy - 3 Wochen (21. April – 11. Mai) - Boney M. – Hooray Hooray It’s a Holi-Holiday - 2 Wochen (12. Mai – 25. Mai) - Cheap Trick – I Want You to Want Me - 2 Wochen (26. Mai – 8. Juni) - ABBA – Does Your Mother Know - 1 Woche (9. Juni – 15. Juni) - Art Garfunkel – Bright Eyes - 4 Wochen (16. Juni – 13. Juli) - Peaches & Herb – Reunited - 3 Wochen (14. Juli – 3. August) - The Shadows – Theme from the Deer Hunter (Cavatina) - 1 Woche (4. August – 10. August) - ABBA – Voulez-Vous - 3 Wochen (11. August – 31. August) - Julio Iglesias – Quiereme mucho - 4 Wochen (1. September – 28. September) - Cliff Richard – We Don’t Talk Anymore - 3 Wochen (29. September – 19. Oktober) - The Wiz Stars – A Brand New Day - 4 Wochen (20. Oktober – 16. November) - ABBA – Gimme! Gimme! Gimme! - 1 Woche (17. November – 23. November, insgesamt 2 Wochen) - Ellen Foley – We Belong to the Night - 1 Woche (24. November – 30. November) - ABBA – Gimme! Gimme! Gimme! - 1 Woche (1. Dezember – 7. Dezember, insgesamt 2 Wochen) - Earth & Fire – Weekend - 4 Wochen (8. Dezember 1979 – 4. Januar 1980) |

Siehe auch: Nummer-eins-Hits 1979 in  Australien, Deutschland, Finnland, Frankreich, Irland, Italien, Japan, Kanada, Neuseeland, den Niederlanden, Norwegen, Österreich, Schweden, der Schweiz, Spanien, den Vereinigten Staaten und im Vereinigten Königreich.